# Diphuia zatwarnickii
Diphuia zatwarnickii är en tvåvingeart som beskrevs av Wayne N. Mathis 1990. Diphuia zatwarnickii ingår i släktet Diphuia och familjen vattenflugor.
Artens utbredningsområde är Jamaica. Inga underarter finns listade i Catalogue of Life.